# 日本学生女子アイスホッケー大会
日本学生女子アイスホッケー大会（にほんがくせいじょしあいすほっけーたいかい）は、日本アイスホッケー連盟が主催し、10月から11月頃に行われる大学の女子大会である。

## 概要
第1回大会は2013年に開催され、以降の会場は持ち回り。参加チームは日本アイスホッケー連盟に加盟する大学の女子チーム。競技力向上支援事業助成金を受けて開催している。
2017年、第5回大会が岡山県のヘルスピア倉敷・岡山国際スケートリンクで開催され、日本体育大学が最多3回目の優勝3連覇を成し遂げた。

## 歴代大会
| 回 | 年   | 開催地                    | 会場                                                      | 優勝チーム             | 準優勝           | 3位          | 4位              | 参加校 |
| -- | ---- | ------------------------- | --------------------------------------------------------- | ---------------------- | ---------------- | ------------ | ---------------- | ------ |
| 1  | 2013 | 青森県八戸市              | テクノルアイスパーク新井田 田名部記念アリーナ             | 東京女子体育大学（初） | 岡山大学         | 帯広畜産大学 | 酪農学園大学     | 12     |
| 2  | 2014 | 青森県八戸市              | テクノルアイスパーク新井田 田名部記念アリーナ             | 東京女子体育大学（2）  | 日本体育大学     | 帯広畜産大学 | 岡山大学         | 15     |
| 3  | 2015 | 岡山県倉敷市 岡山県岡山市 | ヘルスピア倉敷 岡山国際スケートリンク                     | 日本体育大学（初）     | 東京女子体育大学 | 帯広畜産大学 | 岡山大学         | 15     |
| 4  | 2016 | 北海道帯広市              | 帯広の森アイスアリーナ 第二アリーナ                       | 日本体育大学（2）      | 東京女子体育大学 | 帯広畜産大学 | 岡山大学         | 16     |
| 5  | 2017 | 岡山県倉敷市 岡山県岡山市 | ヘルスピア倉敷 岡山国際スケートリンク                     | 日本体育大学（3）      | 東京女子体育大学 | 岡山大学     | 帯広畜産大学     | 16     |
| 6  | 2018 | 北海道札幌市              | 札幌市月寒体育館 札幌市星置スケート場                     | 日本体育大学（4）      | 岡山大学         | 帯広畜産大学 | 東京女子体育大学 | 16     |
| 7  | 2019 | 岩手県盛岡市 岩手県花巻市 | みちのくコカ・コーラボトリングリンク 石鳥谷アイスアリーナ | 日本体育大学（5）      | 岡山大学         | 琉球大学     | 東京女子体育大学 | 16     |
| 8  | 2020 | 中止                      | 中止                                                      | 中止                   | 中止             | 中止         | 中止             | 中止   |
| 9  | 2021 | 岡山県倉敷市 岡山県岡山市 | ヘルスピア倉敷 岡山国際スケートリンク                     | 日本体育大学（6）      | 東京女子体育大学 | 琉球大学     | 岡山大学         | 12     |
| 10 | 2022 | 岡山県倉敷市 岡山県岡山市 | ヘルスピア倉敷 岡山国際スケートリンク                     | 日本体育大学（7）      | 東京女子体育大学 | 琉球大学     | 岡山大学         | 15     |
| 11 | 2023 | 沖縄県島尻郡              | サザンヒルアイスアリーナ                                  | 日本体育大学（8）      | 東京女子体育大学 | 琉球大学     | 岡山大学         | 14     |